# Ptecticus tenebrifer
Ptecticus tenebrifer är en tvåvingeart som först beskrevs av Walker 1849.  Ptecticus tenebrifer ingår i släktet Ptecticus och familjen vapenflugor. Inga underarter finns listade i Catalogue of Life.